# Birds of America (bog)
 For alternative betydninger, se Birds of America. (Se også artikler, som begynder med Birds of America)
The Birds of America er titlen på en bog af naturhistoriker og maler John James Audubon, der indeholder illustrationer af en bred vifte af amerikanske fugle. Den blev først udgivet som små hæfter i abonnementsform mellem 1827 og 1838, i Edinburgh og London.
Bogen består af håndmalede print i fuld størrelse, skabt fra kobberstik, og måler 99x66 cm. Bogen indeholder billeder af en lang række fugle, heraf seks, der nu er uddøde: Carolinaparakit, amerikansk vandredue, labradorand, gejrfugl, eskimospove og hedehøne.
Et eksemplar af bogen blev købt hjem til Danmark (til Det Classenske Bibliotek) omkring april 1857, for en sum af 2.120 rigsdaler.